# إزالة الغابات في بورنيو

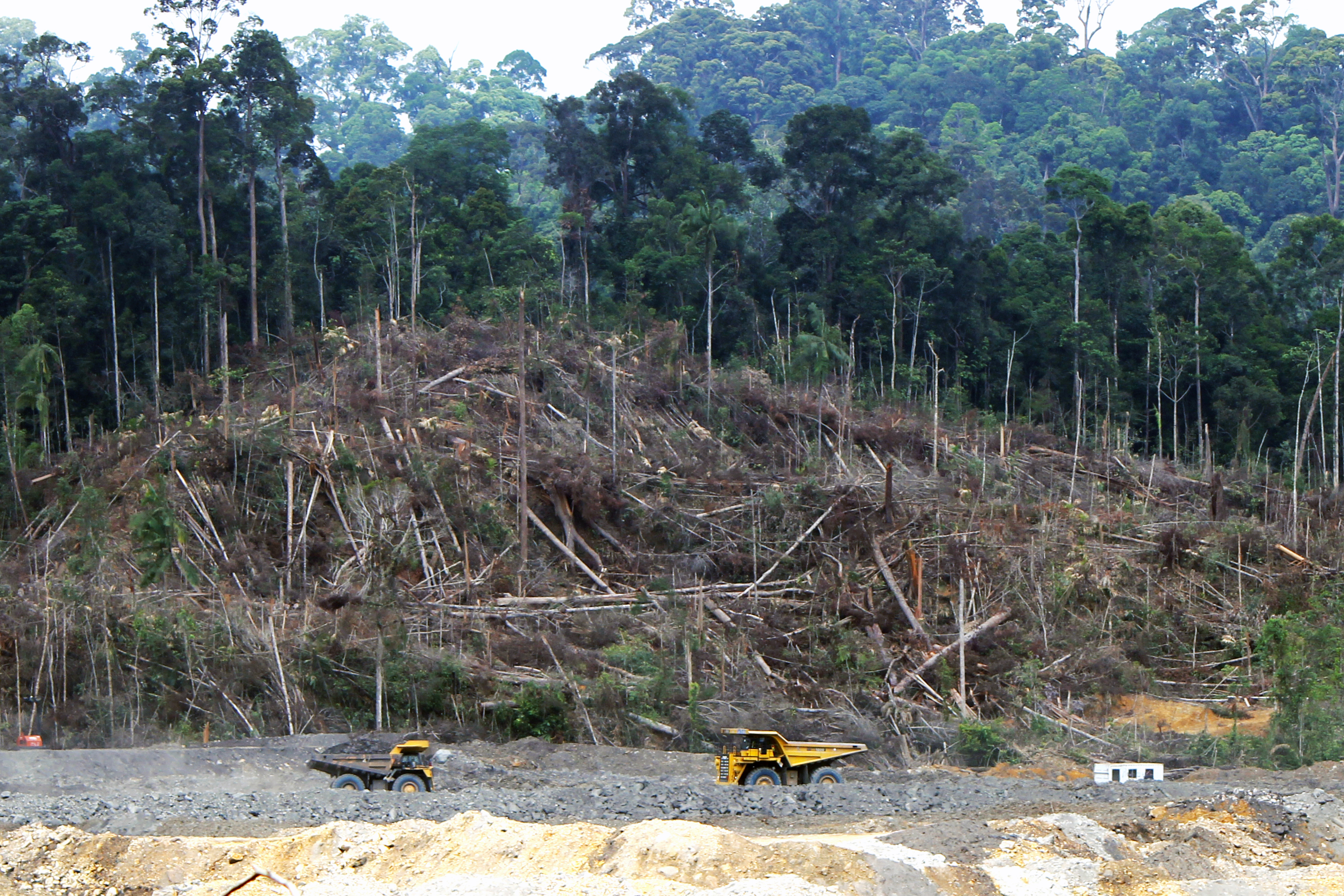
قَطْعُ الأشجارِ في كاليمانتان، الجزء الإندونيسي من بورنيو، في عام 2013، لإفساح المجال لمشروع جديد لتعدين الفحم

حدثت إزالة الغابات في بورنيو على نطاق صناعي منذ الستينيات. كانت جزيرة بورنيو، ثالث أكبر جزيرة في العالم، مقسمة بين إندونيسيا وماليزيا وبروناي، مغطاة ذات يوم بغابات مطيرة استوائية وشبه استوائية كثيفة. في الثمانينيات والتسعينيات من القرن الماضي، سُويّت غابات بورنيو بمعدل غير مسبوق في تاريخ البشرية، حيث تم حرقها وقطع الأشجار وتطهيرها واستبدالها عادة بالزراعة. استمرت إزالة الغابات خلال العقد الأول من القرن الحادي والعشرين بوتيرة أبطأ، جنبًا إلى جنب مع التوسع في مزارع زيت النخيل. نصف المشتريات السنوية من الأخشاب الاستوائية العالمية تأتي من بورنيو. تتعدى مزارع زيت النخيل بسرعة على آخر بقايا الغابات المطيرة الأولية. جزء كبير من إزالة الغابات غير قانوني.
يقسّم الصندوق العالمي للطبيعة بورنيو إلى عدد من المناطق البيئية المتميزة بما في ذلك غابات بورنيو المنخفضة المطيرة التي تغطي معظم الجزيرة، وتبلغ مساحتها 427,500 كيلومتر مربع (165,100 ميل2)، وغابات مستنقعات بورنيو، وغابات كيرانجاس أو سوندالاند الصحية، وغابات مستنقعات المياه العذبة في جنوب غرب بورنيو، وأشجار المنغروف في سوندا شيلف. تقع غابات بورنيو الجبلية المطيرة في المرتفعات الوسطى للجزيرة، فوق 1,000 متر (3,300 قدم) الارتفاع. تمثل هذه المناطق موطنًا للعديد من الأنواع المهددة بالانقراض، على سبيل المثال، انسان الغاب والفيلة والمتوطنة النادرة مثل الزباد خرطوم المراوغ. يعتبر إنسان الغاب بورني من الأنواع المهددة بالانقراض منذ عام 2016. بالإضافة إلى أهمية بورنيو في الحفاظ على التنوع البيولوجي وباعتبارها حوضًا للكربون، فإن للغابات أهمية بالنسبة للأمن المائي والسيادة الغذائية للمجتمعات المحلية للشعوب الأصلية.

## بورنيو الماليزية

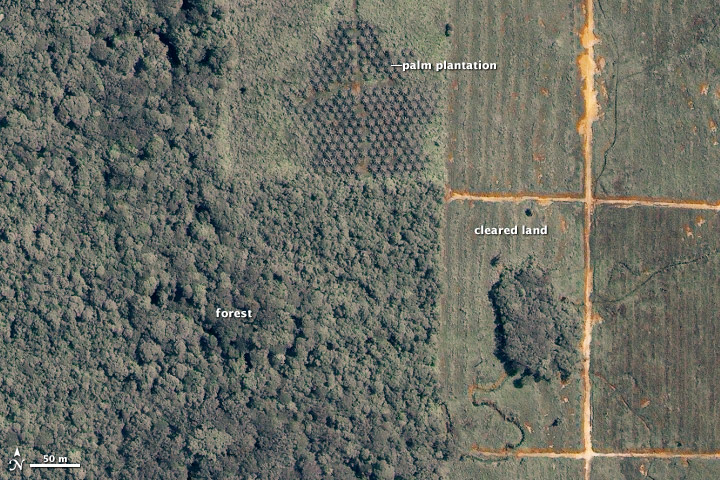
صورة الأقمار الصناعية للغابات المطيرة التي تم تحويلها إلى مزارع نخيل الزيت.

تحتل ولايات سراوق وصباح الماليزية (شرق ماليزيا) في الشمال حوالي 26٪ من الجزيرة. تقلصت مساحة الغابات هنا بسرعة بسبب قطع الأشجار الكثيف لصناعة الخشب الرقائقي الماليزي. قام باحثان في مجال الغابات  من مركز أبحاث سيبيلوك، سانداكان، صباح في أوائل الثمانينيات بتحديد أربعة أخشاب صلبة سريعة النمو واختراق في جمع البذور والتعامل مع أكاسيا مانجيوم وجميلينا أربوريا، تمت زراعة أشجار استوائية سريعة النمو على مساحة ضخمة من المناطق التي تم قطع الأشجار وإزالة الغابات منها سابقًا، وتقع في المقام الأول في الجزء الشمالي من جزيرة بورنيو.
لقد تأثرت الشعوب الأصلية في ماليزيا بقطع الأشجار في غابات أسلافهم دون موافقتهم الحرة والمسبقة والمستنيرة. لقد استخدموا التظاهرات السلمية  والدعوة عبر وسائل التواصل الاجتماعي  لزيادة الوعي بحقوقهم في الغابة، مع بعض النجاح. تظل الأسئلة حول كيف ولماذا تم منح تراخيص قطع الأشجار دون موافقة المجتمع دون معالجة.
كما تم تدمير الغابات المطيرة بشكل كبير من حرائق الغابات في الفترة من 1997 إلى 1998، والتي بدأها السكان المحليون لإزالة الغابات من أجل المحاصيل واستمر موسم النينيو الجاف بشكل استثنائي خلال تلك الفترة. خلال الحريق الهائل، يمكن رؤية النقاط الساخنة على صور الأقمار الصناعية، وبالتالي أثر الضباب الناتج على البلدان المحيطة في بروناي وماليزيا وإندونيسيا وسنغافورة. في فبراير 2008، أعلنت الحكومة الماليزية عن خطة ممر ساراواك للطاقة المتجددة  لحصاد المناطق النائية في شمال بورنيو. ومن المتوقع إزالة المزيد من الغابات وتدمير التنوع البيولوجي في أعقاب لجان قطع الأشجار والسدود الكهرومائية والتعدين الآخر للمعادن والموارد.

## بورنيو الإندونيسية

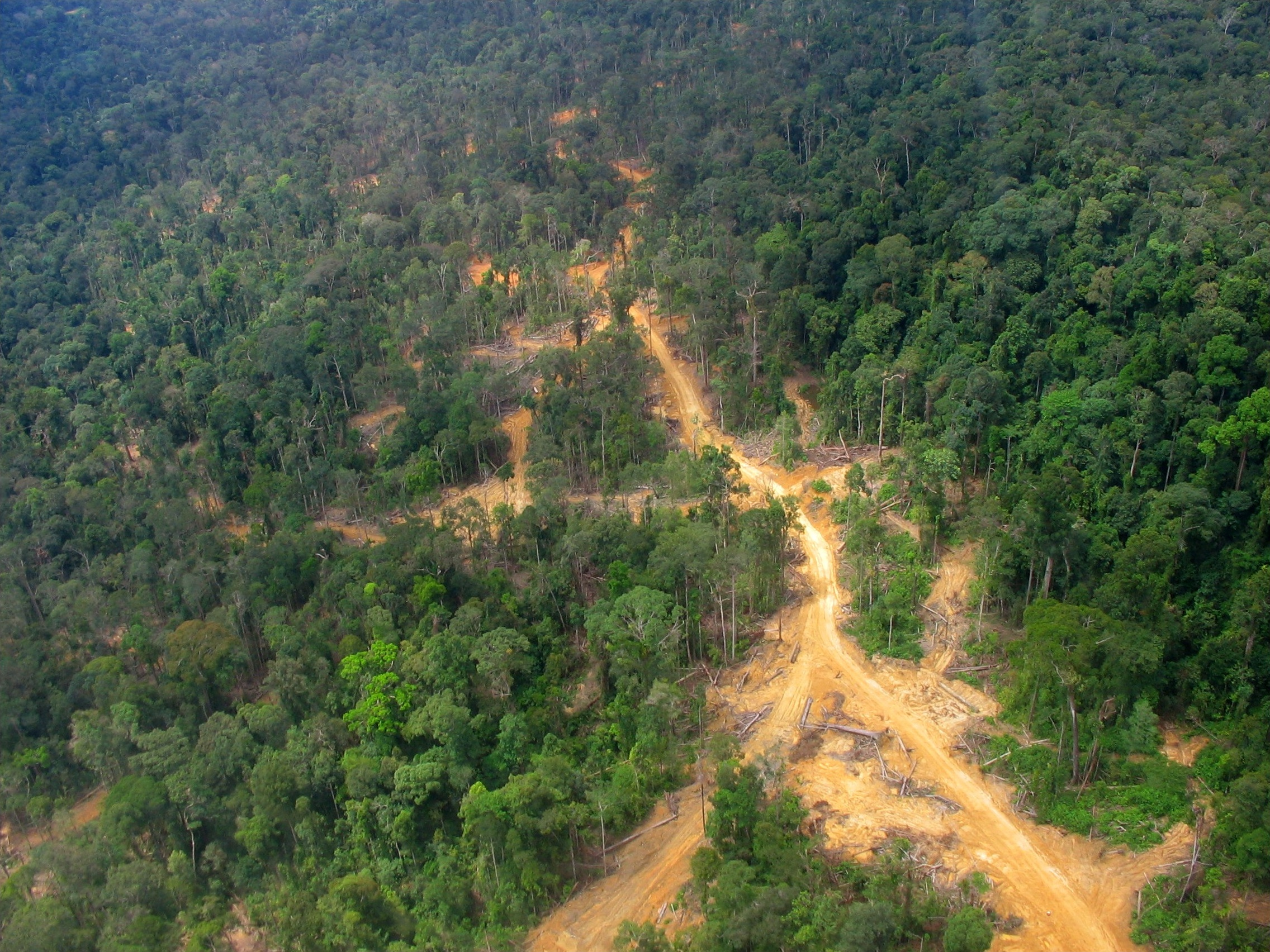
طريق قطع الأشجار والآثار في شرق كاليمانتان: غابة مقطوعة على اليسار، غابة أولية على اليمين

ما يقرب من 73 ٪ من الجزيرة هي الأراضي الإندونيسية. يستخدم الاسم الإندونيسي للجزيرة، كاليمانتان، في اللغة الإنجليزية للإشارة إلى الأراضي الخاضعة للسيطرة الإندونيسية. لمكافحة الاكتظاظ السكاني في جاوة، بدأت الحكومة الإندونيسية عملية هجرة ضخمة (ترانسيجراسي) للمزارعين الفقراء والفلاحين المعدمين إلى بورنيو في السبعينيات والثمانينيات من القرن الماضي، لزراعة المناطق المقطوعة بالأشجار، وإن كان ذلك بقليل من النجاح حيث تمت إزالة خصوبة الأرض مع يتم غسل الأشجار وما تبقى من التربة في هطول الأمطار الاستوائية.
بدأ مشروع ميجا رايس في عام 1996 في الأجزاء الجنوبية من كاليمانتان. وكان الهدف هو تحويل مليون هكتار من غابات مستنقعات الخث «غير المنتجة» وقليلة السكان إلى حقول أرز في محاولة لتخفيف النقص المتزايد في الغذاء في إندونيسيا. قامت الحكومة باستثمارات كبيرة في بناء قنوات الري وإزالة الأشجار. لم ينجح المشروع، وتم التخلي عنه في النهاية بعد إلحاق أضرار جسيمة بالبيئة. تعد غابة مستنقعات الخث في جنوب كاليمانتان بيئة غير عادية تضم العديد من الأنواع الفريدة أو النادرة مثل إنسان الغاب، فضلاً عن الأشجار البطيئة النمو ولكنها ذات قيمة. غابة مستنقعات الخث هي نظام بيئي مزدوج، حيث توجد أشجار استوائية متنوعة تقع على 10 إلى 12 طبقة متر من الخث - مادة نباتية متحللة جزئيًا ومشبعة بالمياه - والتي بدورها تغطي التربة غير الخصبة نسبيًا. الخث هو مخزن رئيسي للكربون. إذا تم تفكيكها وحرقها، فإنها تساهم في انبعاثات ثاني أكسيد الكربون، والتي تعتبر مصدرًا للاحترار العالمي.

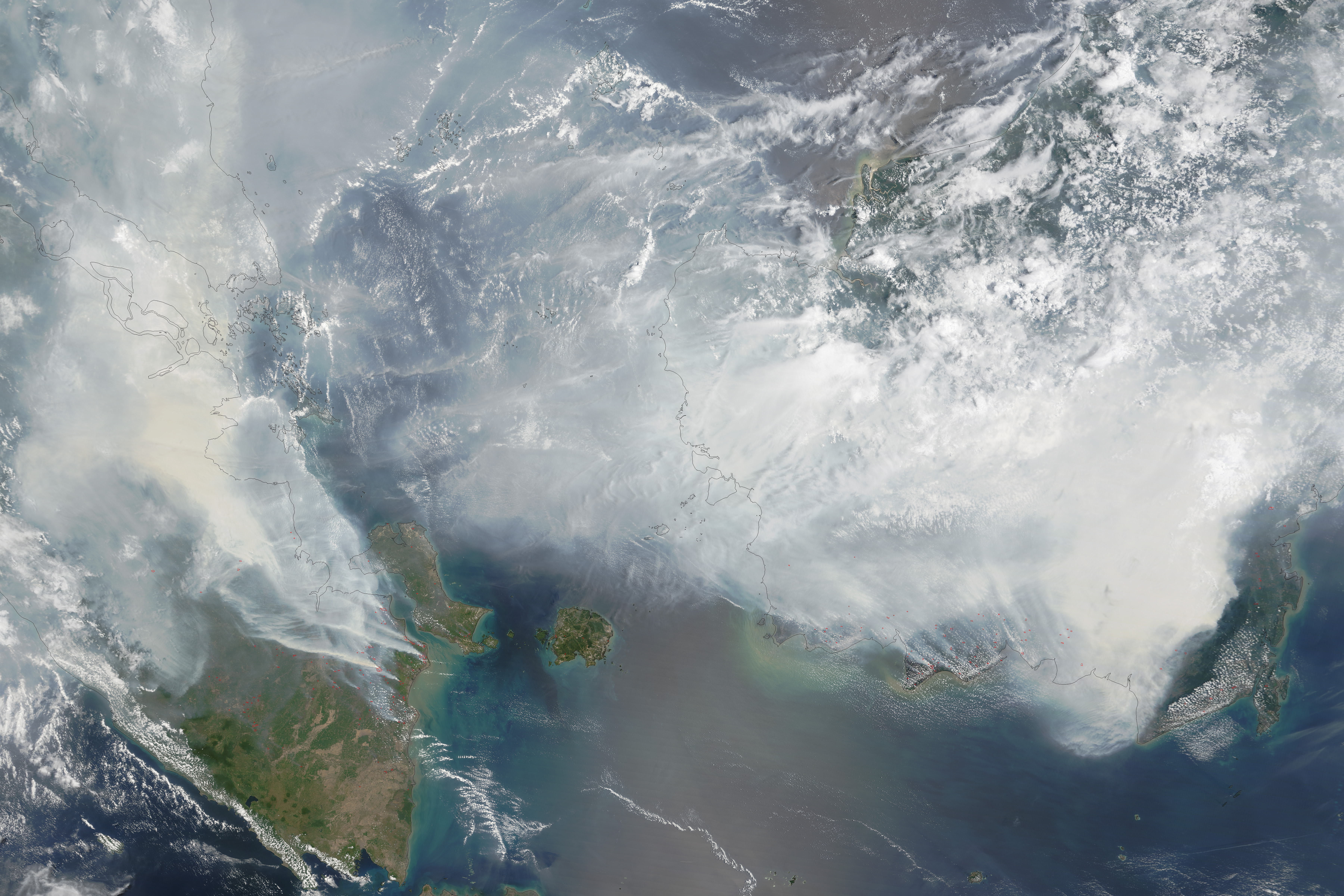
صورة أقمار صناعية لوكالة ناسا تظهر مدى ضباب جنوب شرق آسيا لعام 2015 في 24 سبتمبر 2015.

فتحت القنوات المائية والطرق والسكك الحديدية المبنية من أجل الحراجة المشروعة المنطقة للغابات غير القانونية. في منطقة مشروع الأرز الضخم، انخفض الغطاء الحرجي من 64.8٪ في عام 1991 إلى 45.7٪ في عام 2000، واستمرت عمليات التطهير منذ ذلك الحين. يبدو أنه تمت الآن إزالة جميع الأشجار القابلة للتسويق تقريبًا من المناطق التي يغطيها مشروع الأرز الضخم.
اتضح أن القنوات كانت تستنزف غابات الخث بدلاً من ريها. حيث غمرت الغابات في كثير من الأحيان بعمق يصل إلى مترين في موسم الأمطار، يكون سطحها الآن جافًا في جميع أوقات السنة. لذلك تخلت الحكومة عن مشروع الأرز الضخم، لكن الخث الجاف عرضة للحرائق التي تستمر في الاندلاع على نطاق واسع. بعد الصرف، اجتاحت الحرائق المنطقة، ودمرت الغابات والحياة البرية المتبقية إلى جانب الزراعة الجديدة، وملأت الهواء فوق بورنيو وما وراءها بدخان كثيف وضباب، وأطلقت كميات هائلة من ثاني أكسيد الكربون في الغلاف الجوي. كان للدمار تأثير سلبي كبير على سبل عيش الناس في المنطقة. تسبب في مشاكل صحية كبيرة مرتبطة بالضباب الدخاني بين نصف مليون شخص يعانون من مشاكل في الجهاز التنفسي.
يتسبب تدمير غابات الخث في تلوث الأنهار بحمض الكبريتيك. في مواسم الأمطار، تقوم القنوات بتصريف المياه الحمضية التي تحتوي على نسبة عالية من كبريتات البيريت في الأنهار حتى 150 كم المنبع من مصب النهر. قد يكون هذا عاملاً يساهم في انخفاض مصيد الأسماك. اقترحت دراسة مشتركة بين المملكة المتحدة وإندونيسيا حول صناعة الأخشاب في إندونيسيا ككل في عام 1998 أن حوالي 40٪ من إنتاج الأخشاب كان غير قانوني، بقيمة تزيد عن 365 مليون دولار. تشير التقديرات الأحدث، التي تقارن الحصاد القانوني بالاستهلاك المحلي المعروف بالإضافة إلى الصادرات، إلى أن 88٪ من قطع الأشجار في البلاد غير قانوني بطريقة ما. ماليزيا هي بلد العبور الرئيسي للمنتجات الخشبية المقطوعة بشكل غير قانوني من إندونيسيا.

## إحصائيات

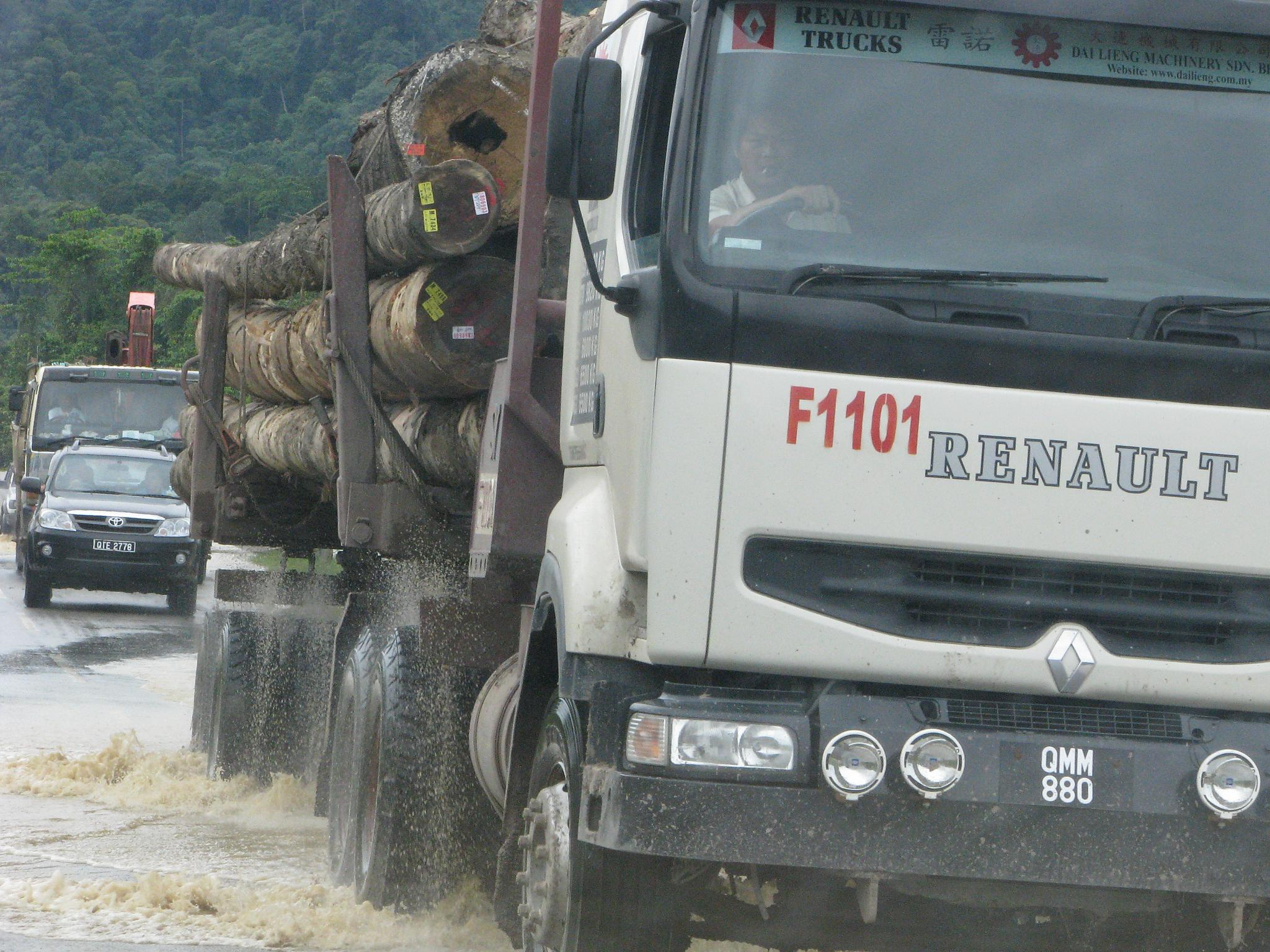
شاحنة قطع الأشجار في ساراواك، بورنيو.

كانت إزالة الغابات في بورنيو منخفضة تاريخيًا بسبب التربة غير المخصبة والمناخ غير المواتي ووجود الأمراض. لم تبدأ إزالة الغابات بشكل جدي إلا خلال منتصف القرن العشرين. ارتفعَ قطع الأشجار الصناعي في السبعينيات عندما استنفدت ماليزيا غابات شبه الجزيرة، ووزع الرئيس الإندونيسي السابق سوهارتو مساحات كبيرة من الغابات لتوطيد العلاقات السياسية مع جنرالات الجيش. وهكذا، توسع قطع الأشجار بشكل كبير في الثمانينيات، حيث أتاحت طرق قطع الأشجار الوصول إلى الأراضي النائية للمستوطنين والمطورين.
كان قطع الأشجار في بورنيو في الثمانينيات والتسعينيات من أكثر عمليات قطع الأشجار كثافة شهدها العالم على الإطلاق، حيث يتم حصاد 60-240 مترًا مكعبًا من الخشب لكل هكتار مقابل 23 مترًا مكعبًا للهكتار الواحد في منطقة الأمازون. في كاليمانتان على سبيل المثال، ذهب حوالي 80٪ من الأراضي المنخفضة إلى امتيازات الأخشاب، بما في ذلك جميع غابات المنغروف تقريبًا. بحلول أواخر الثمانينيات، أصبح من الواضح أن إندونيسيا وماليزيا تواجهان مشكلة أزمة الأخشاب بسبب الإفراط في قطع الأشجار. كان الطلب من مصانع الأخشاب يفوق بكثير إنتاج الأخشاب في كل من ماليزيا وإندونيسيا.

## الحرائق
تم تعيين معظم الحرائق في بورنيو لأغراض تطهير الأراضي. بينما ألقت الحكومة الإندونيسية تاريخياً باللوم على صغار المزارعين في الحرائق، أشار الصندوق العالمي للحياة البرية إلى أن رسم خرائط الأقمار الصناعية قد كشف أن التنمية التجارية لتحويل الأراضي على نطاق واسع - ولا سيما مزارع نخيل الزيت - كان أكبر سبب منفرد لـ 1997- الشائنة حرائق 1998. اليوم لا تزال الحرائق تُشعل سنويًا لتطهير الأراضي في المناطق الزراعية والغابات المتدهورة. عندما تكون الظروف جافة، يمكن أن تنتشر هذه الحرائق بسهولة إلى أراضي الغابات المجاورة وتحترق خارج نطاق السيطرة. على نحو متزايد، يتسبب تواتر الحرائق وشدتها في حدوث توترات سياسية في المنطقة. وألقت دول مجاورة، ولا سيما ماليزيا وسنغافورة، باللوم على إندونيسيا لفشلها في السيطرة على الحرائق. بدورها، تتهم إندونيسيا الشركات الماليزية بإشعال العديد من الحرائق لعملية تطهير الأراضي.
هناك حاجة إلى إدارة مستدامة لموارد الغابات، ولا سيما جانب قطع الأشجار. ولكن من أجل أن يتحقق ذلك، هناك حاجة إلى الاعتراف بأن حماية الغابات والحفاظ عليها لا تقع فقط في أيدي إندونيسيا و/أو ماليزيا. من غير المعقول أن نفترض أن البلدان القليلة المثقلة بالديون والتي تحتوي على غالبية الغابات المطيرة المتبقية يجب أن تكون مسؤولة بمفردها عن توفير هذه الصالح العام العالمي. إنه جهد عالمي لحماية الغابات المطيرة والتي بدورها ستساعد في حل مشاكل التنمية التي تواجه إندونيسيا وماليزيا فيما يتعلق بغابة بورنيو المطيرة.

## إعادة التحريج
في الآونة الأخيرة، حقَّق مشروع إعادة التشجير في شرق كاليمانتان بعض النجاح. اشترت مؤسسة بورنيو أورانجوتان للبقاء على قيد الحياة (بالإنجليزية:  Borneo Orangutan Survival Foundation)‏ التي أسسها الدكتور ويلي سميتس، ما يقرب من 2000 هكتار من الأراضي المتدهورة التي أزيلت منها الغابات في شرق كاليمانتان والتي عانت من قطع الأشجار ميكانيكيًا والجفاف والحرائق الشديدة وتم تغطيتها بعشب آلانج آلانج (حلف). كان القصد من ذلك هو استعادة الغابات المطيرة وتوفير ملاذ آمن لإنسان الغاب المعاد تأهيله مع توفير مصدر دخل للسكان المحليين في نفس الوقت. أطلق على المشروع اسم سامبوجا ليستاري (بالإنجليزية: Samboja Lestari)‏، والذي يُترجم تقريبًا باسم «الحفظ الأبدي لسامبوجا». إعادة التحريج وإعادة التأهيل هو جوهر المشروع، حيث تمت زراعة مئات الأنواع المحلية. بحلول منتصف عام 2006 تم زرع أكثر من 740 نوعًا مختلفًا من الأشجار. في محمية لامانداو للحياة البرية، زرعت مؤسسة أوران غواتان (بالإنجليزية: Orangutan)‏ أكثر من 60.000 شتلة كجزء من برنامج استعادة الغابات. زرعت هذه الشتلات من أجل إعادة تشجير وتجديد المناطق المتضررة من الحرائق.

## روابط خارجية
- كاليمانتان عند مفترق الطرق: غابات ديبتيروكارب ومستقبل بورنيو الإندونيسية
- الصندوق العالمي للطبيعة - الحياة البرية في بورنيو مهددة بالتجارة غير المشروعة وإزالة الغابات
- «لحظة الحقيقة في بورنيو» ناشيونال جيوغرافيك
- تيد: «ويلي سميتس يستعيد غابة مطيرة»
- مونجاباي: بورنيو